# Höllenboer
Höllenboer is een muziekduo uit Salland. Ze hadden in 1995 een nummer 1-hit met het liedje Het busje komt zo.

## Historie
De aanvankelijke bezetting van Höllenboer bestond sinds de oprichting in 1986 uit Gerard Oosterlaar en Bas van den Toren. De eerste naam van dit duo was Gerbas; een samenvoeging van hun beide namen. Het duo staat bekend om hun satirische liedjes in het Sallands. Ze schreven ook nummers voor de popgroep Normaal. Een van de eerste keren dat Höllenboer landelijk te horen was, was op 3 januari 1990 in het radioprogramma Ronflonflon met een nummer dat ging over een bouwvakker "Johan" uit Lelystad.
Höllenboer bracht in 1993 een eerste CD uit met de titel Muj goed kiek'n wa'k zeg. Hun landelijke doorbraak kwam in september 1995 met Het busje komt zo. Het lied ging over twee verslaafden die op de methadonbus wachten die maar niet komt opdagen, waarna ze tegen elkaar zeggen Het busje komt zo. Als de bus uiteindelijk wel komt opdagen, worden ze door onoplettendheid doodgereden. In 1998 verscheen een derde album Vot met die pröttel. In 1999 maakten Oosterlaar en Van den Toren voor RTV Oost het programma Dettededut.
Op 28 april 2000 gaf Höllenboer een afscheidsconcert. Later begonnen ze weer incidenteel op te treden. In het theaterseizoen 2009-2010 kwamen ze een avondvullend programma op de bühne. Bij deze gelegenheid werd het duo uitgebreid met zanger-gitarist Hans Nieuwenhuis. 
Op 18 oktober 2020 zond RTV Oost een korte documentaire uit onder de titel 25 jaar na het Busje: met een 'kutnummer' naar het Olympisch Stadion.
In maart 2022 verliet gitarist Bas van den Toren Höllenboer vanwege een burn-out en lichamelijke problemen de groep. Gerard Oosterlaar en Hans Nieuwenhuis gingen verder als duo. Van den Toren overleed eind 2022 op 64-jarige leeftijd.

## Discografie

### Singles
- Weekend (1989)
- God van de dos (1993)
- Verduvelde Wieve (1995)
- Het busje komt zo (1995)
- Ik word prof (1996)
- Sie Braand (1997)
- Geile Vla (2017)
- Blauwe strik (2022)
- Veur oons (2023)
- De Jongens uut het dorp (2023)
- Moi (2023)

### Albums
- Muj goed kiek'n wa'k zeg (1993)
- Het busje komt zo (1995)
- Vot met die pröttel (1998)

### NPO Radio 2 Top 2000
Van Höllenboer stond alleen Het busje komt zo in 1999 in de NPO Radio 2 Top 2000, op plek 1153.